# Gare de Perray-Jouannet
La gare de Perray-Jouannet est une ancienne gare ferroviaire française de bifurcation sur les lignes Perray-Jouannet - Les Fourneaux et Loudun - Angers-Maître-École, située à proximité de Thouarcé sur le territoire de la commune de Chavagnes dans le département de Maine-et-Loire, en région Pays de la Loire.

## Situation ferroviaire
Établie à 63 m d'altitude, la gare était le point d'origine de la ligne de Perray-Jouannet - Les Fourneaux et située au point kilométrique 124.7 de la ligne de Loudun - Angers-Maître-École.